# Appel de Klingenthal
L'appel de Klingenthal est un appel lancé le 29 octobre 1995 à la fin du colloque international « Écologie, éthique, spiritualités », organisé par Pax Christi-France en octobre 1995, face aux défis de la sauvegarde de la planète. Il est suivi par plusieurs rencontres scientifiques, pluridisciplinaires et interreligieuses autour de l'eau, de l'air, de la terre, de la forêt et de la biodiversité.

## Le colloque
Le colloque a été organisé par la Commission Sauvegarde et Gérance de la Création de Pax Christi, avec le soutien notamment du Conseil de l'Europe, de Yehudi Menuhin, des Fondations Johann Wolfgang von Goethe (Bâle) et Charles Léopold Mayer pour le  progrès de l’Homme (Paris). Se retrouvèrent animiste, bahaï, bouddhiste, catholique, juif, hindouiste, musulman, protestant, shintoïste, franc-maçon et représentants de divers « peuples premiers » (aborigène d'Australie, africain, amérindiens, lapon, etc) pour alerter sur la dégradation des écosystèmes, la surexploitation des ressources naturelles, l’érosion des sols, le réchauffement de la planète, les conflits armés et le sort des « populations locales » atteintes dans leur conditions de vie… et demander le développement de spiritualités soucieuses de la sauvegarde de la planète et de ses habitants.

## Texte de l'appel
Les participants au colloque lancent un appel qui se termine par ces propos :

« ENSEMBLE nous exhortons tous les peuples et leurs dirigeants à agir concrètement et durablement pour une gestion et une protection responsable de notre patrimoine commun.
ENSEMBLE nous voulons exprimer et vivre cette solidarité.
Quant aux initiatives et actions concrètes, les propositions surabondent depuis longtemps. Le plus important, c’est que se développe en chacun une attitude écologique, c’est-à-dire qu’à chaque instant nous soyons conscients du fait que nos choix et décisions ont des conséquences à long terme sur l’environnement, le nôtre et celui des autres. Il convient également de redécouvrir l'importance d’une certaine frugalité et de la modération.
Cette conversion de nos comportements est particulièrement importante dans les pays industrialisés, qui assument une responsabilité toute particulière dans l’état actuel de la planète. Mais indépendamment de cette constatation, quels que soient nos responsabilités, statuts ou fonctions, nous avons toutes et tous à témoigner  de notre comportement dans la vie quotidienne et par l’éducation. »